# ニック・メイスンズ・ソーサーフル・オブ・シークレッツ
ニック・メイスンズ・ソーサーフル・オブ・シークレッツ（Nick Mason's Saucerful of Secrets）は、ピンク・フロイドのドラマーであるニック・メイスンが主宰となって2018年に発足・結成したプロジェクト。

## 概要
バンド名はピンク・フロイドのセカンド・アルバム『A Saucerful Of Secrets（邦題：神秘)』から採られている。ピンク・フロイドのサイケデリック・ロック時代（『夜明けの口笛吹き』から『おせっかい』まで）の楽曲をライブ演奏することを目的として結成した。中には当時フロイドがライブで演奏していなかった楽曲も含まれている。
ベース及びボーカル担当のガイ・プラットは、ロジャー・ウォーターズが脱退した後のデヴィッド・ギルモア主導期のピンク・フロイドにおいて、サポート・ベーシストとしてライブ演奏をしていた人物である。

## メンバー
- ニック・メイスン (Nick Mason) - ドラム、ゴング、ベル、パーカッション （ピンク・フロイド）
- ガイ・プラット (Guy Pratt) - ボーカル、ベース （トランジット・キングス、ピンク・フロイド）
- ゲイリー・ケンプ (Gary Kemp) - ギター、ボーカル （スパンダー・バレエ）
- リー・ハリス (Lee Harris) - ギター、バック・ボーカル （ザ・ブロックヘッズ）
- ドム・ベッケン (Dom Beken) - キーボード、プログラミング、バック・ボーカル （トランジット・キングス）

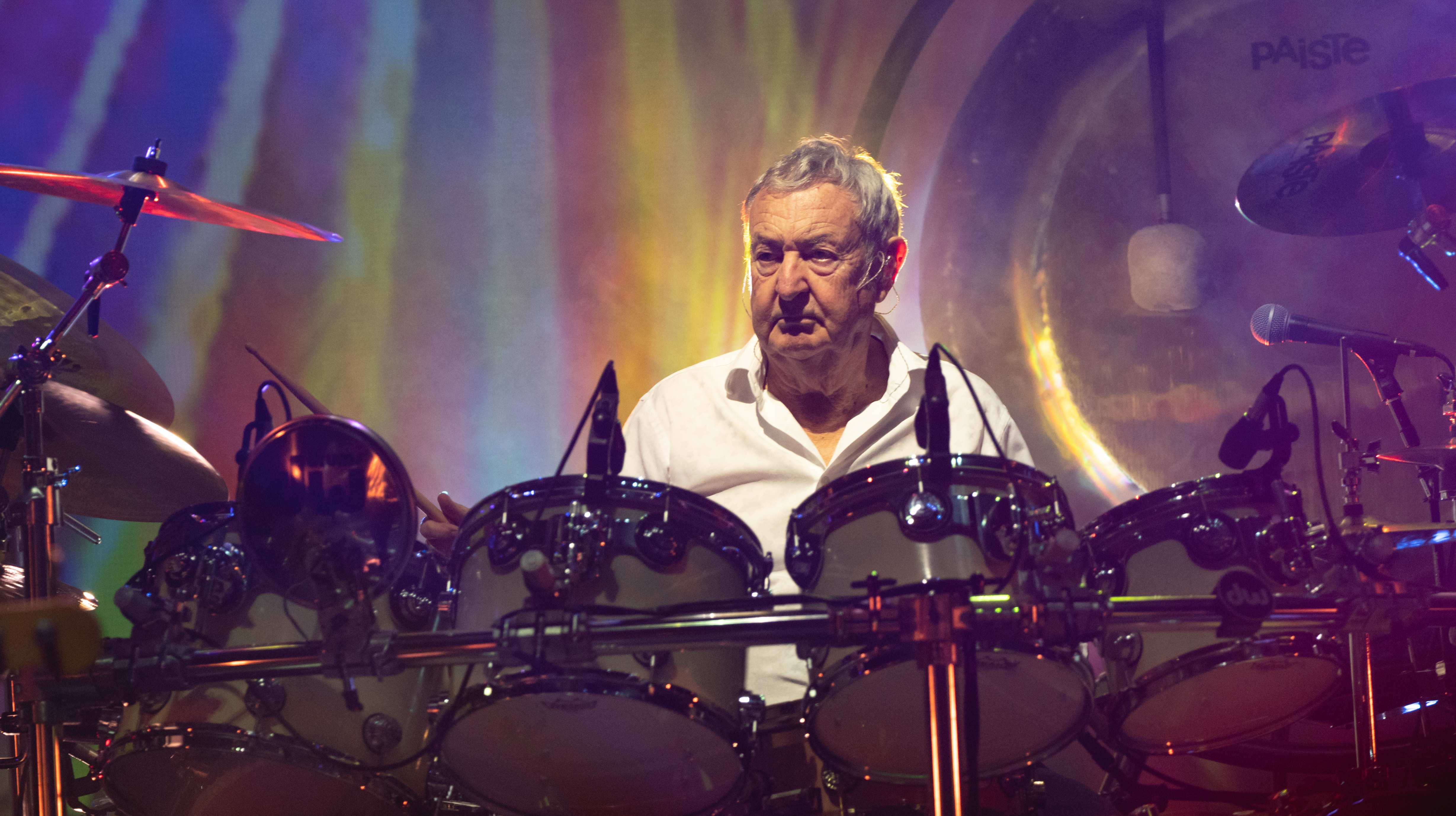
ニック・メイスン(Ds) 2022年
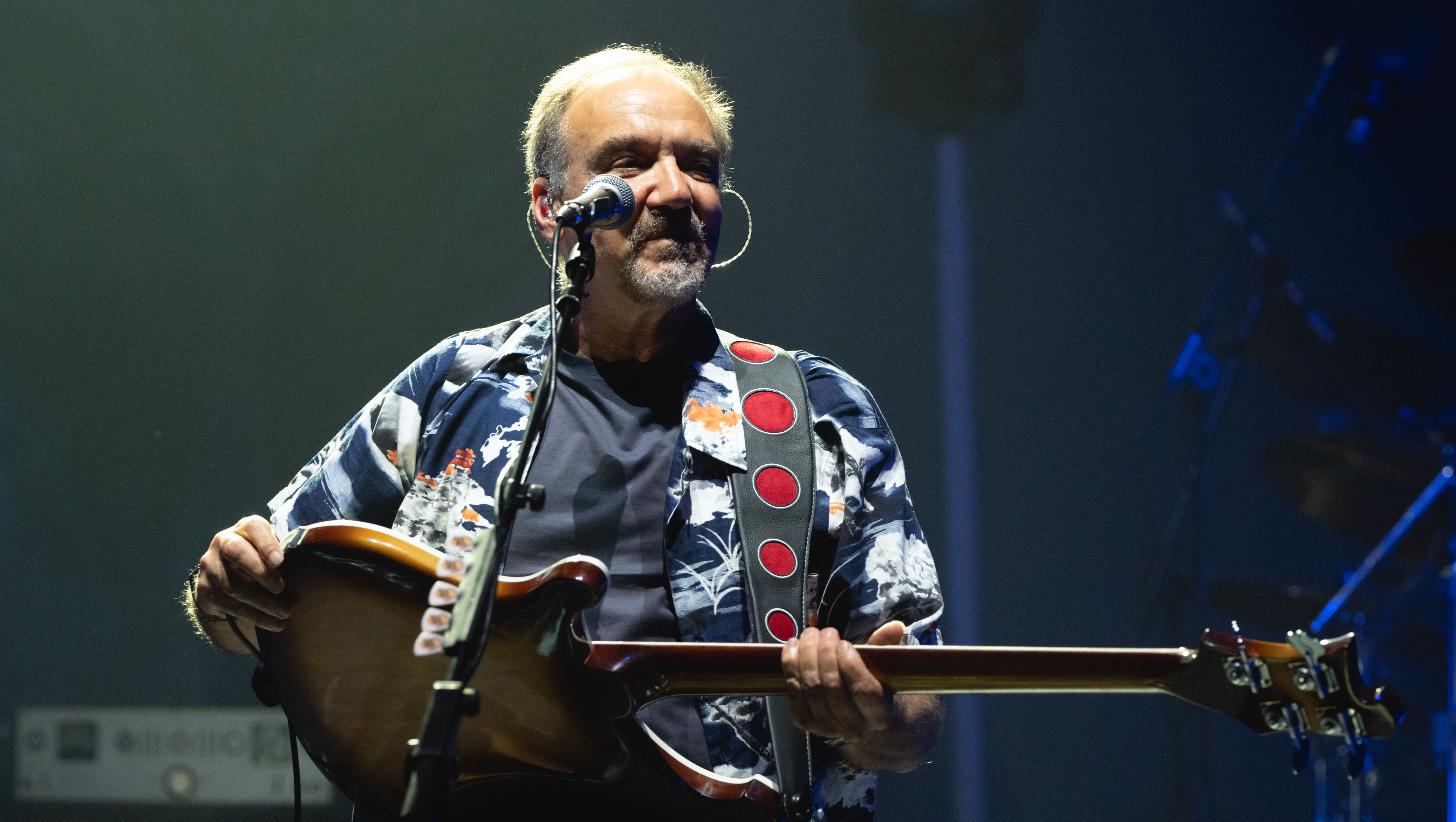
ガイ・プラット(Vo/B) 2022年
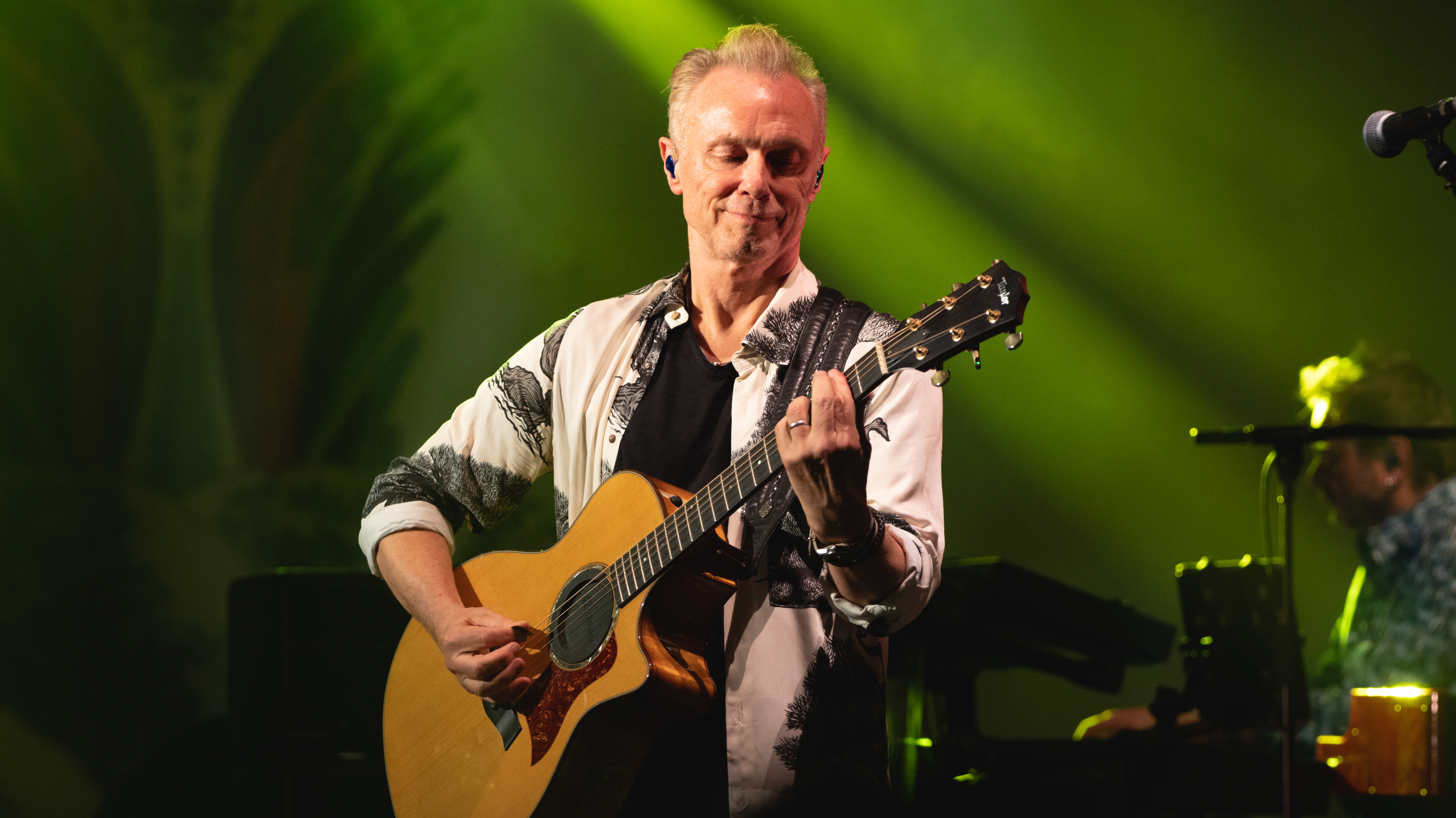
ゲイリー・ケンプ(G/Vo) 2022年
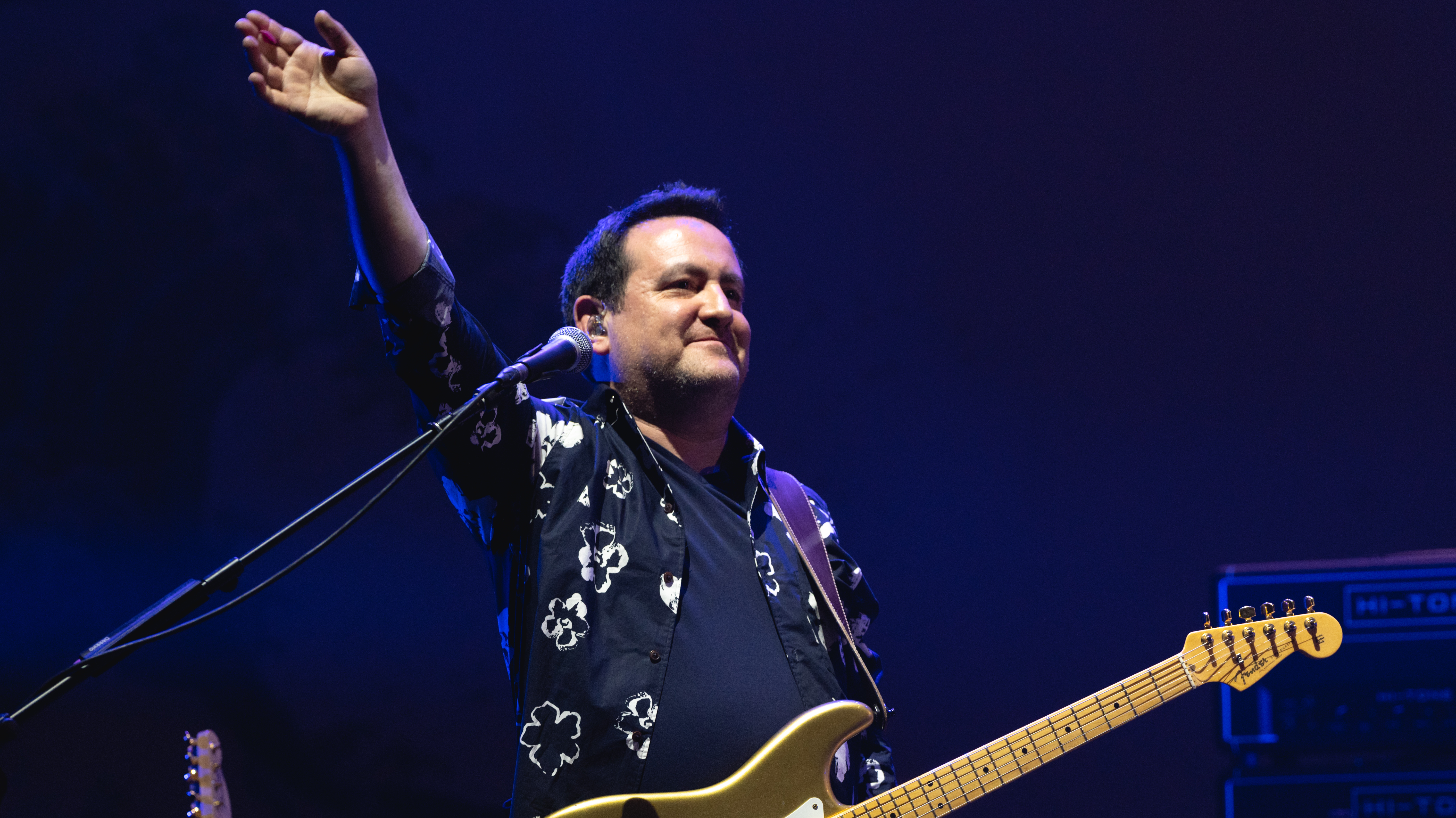
リー・ハリス(G) 2022年

## ディスコグラフィ
- 『ライヴ・アット・ザ・ラウンドハウス』 - Live At The Roundhouse (2020年)